# HD 50554
HD 50554 ist ein etwa 98 Lichtjahre von der Erde entfernter, sonnenähnlicher Stern im Sternbild Zwillinge mit einer scheinbaren Helligkeit von ca. 6,8 mag. Im Jahre 2002 entdeckten Vogt et al. mit Hilfe der Radialgeschwindigkeitsmethode einen Exoplaneten-Kandidaten, der diesen Stern mit einer Periode von 1224 Tagen umkreist. Das Objekt mit der systematischen Bezeichnung HD 50554 b hat eine Mindestmasse von rund 5 Jupitermassen. Die große Halbachse der Umlaufbahn misst ca. 2,3 Astronomische Einheiten, ihre Exzentrizität 0,44.